# Stellagama stellio
Stellagama stellio là một loài thằn lằn trong họ Agamidae. Loài này được Linnaeus mô tả khoa học đầu tiên năm 1758.

## Mô tả
Loài này có thể đạt tới tổng chiều dài là 35 cm (14 in) hoặc hơn (bao gồm cả đuôi).

## Phân bố
Chúng có thể được tìm thấy ở Hy Lạp, Israel, Síp, Tây Nam Á và phía bắc Ai Cập; loài cũng đã được du nhập vào Malta.

## Hình ảnh

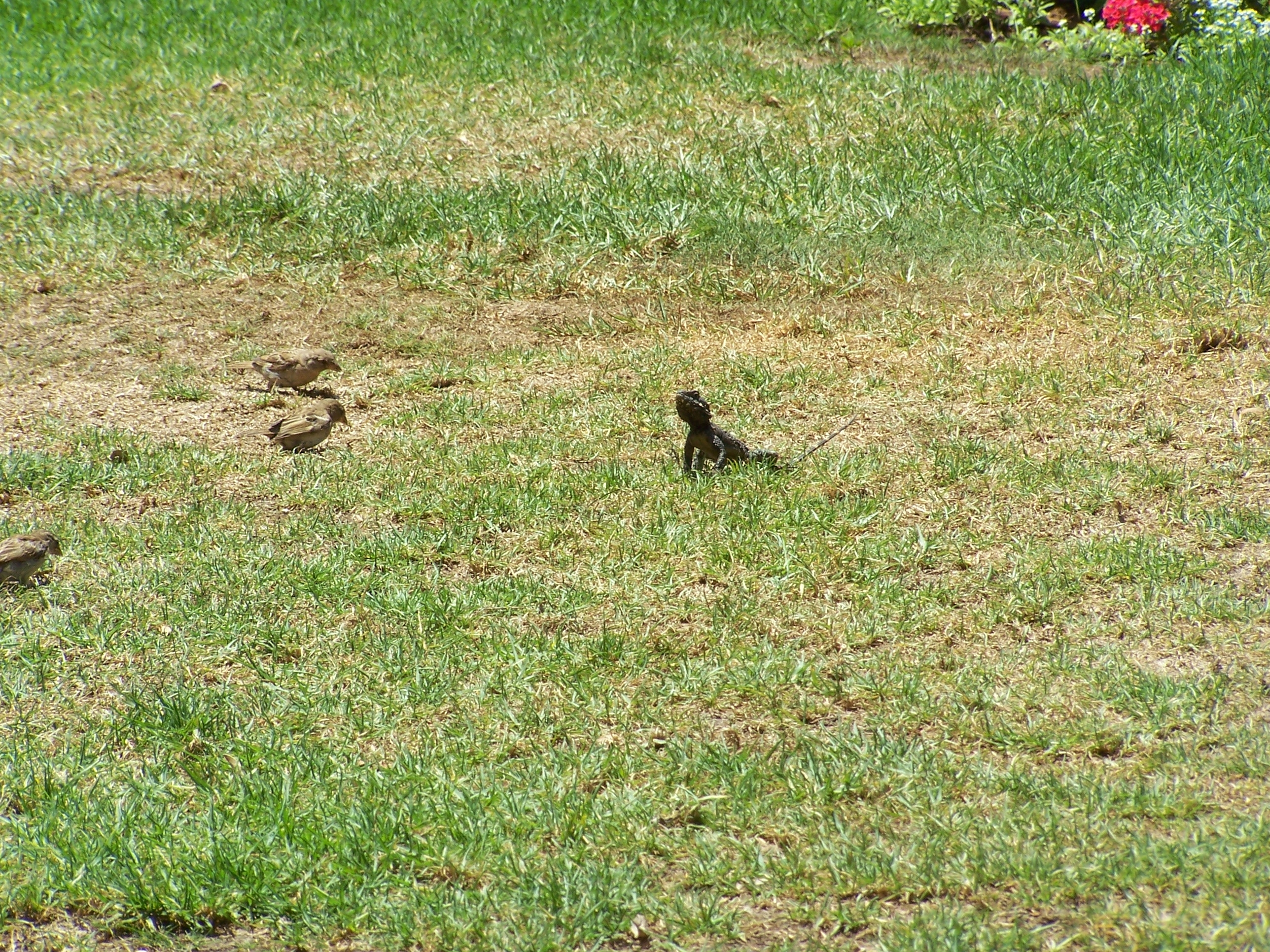
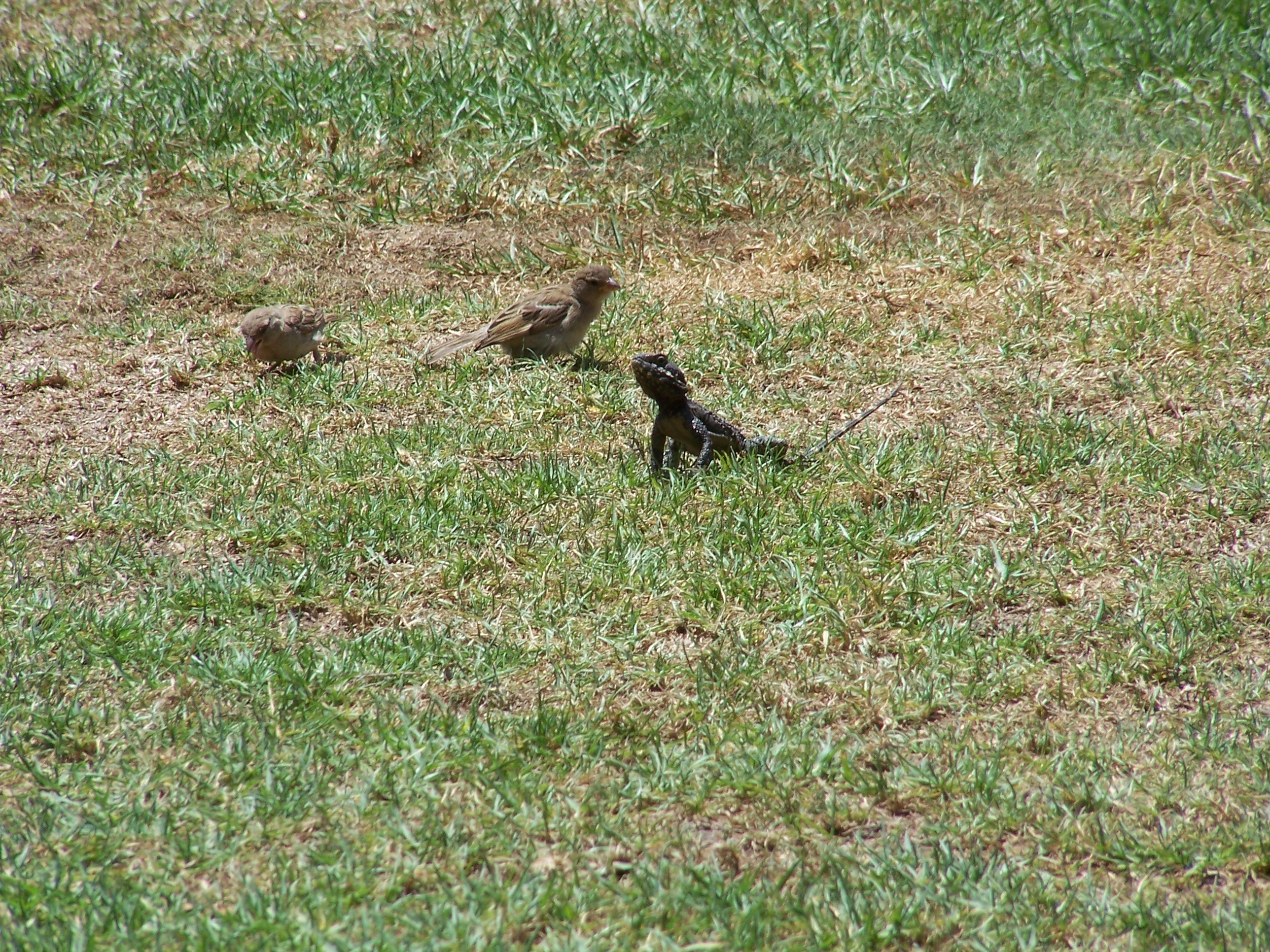
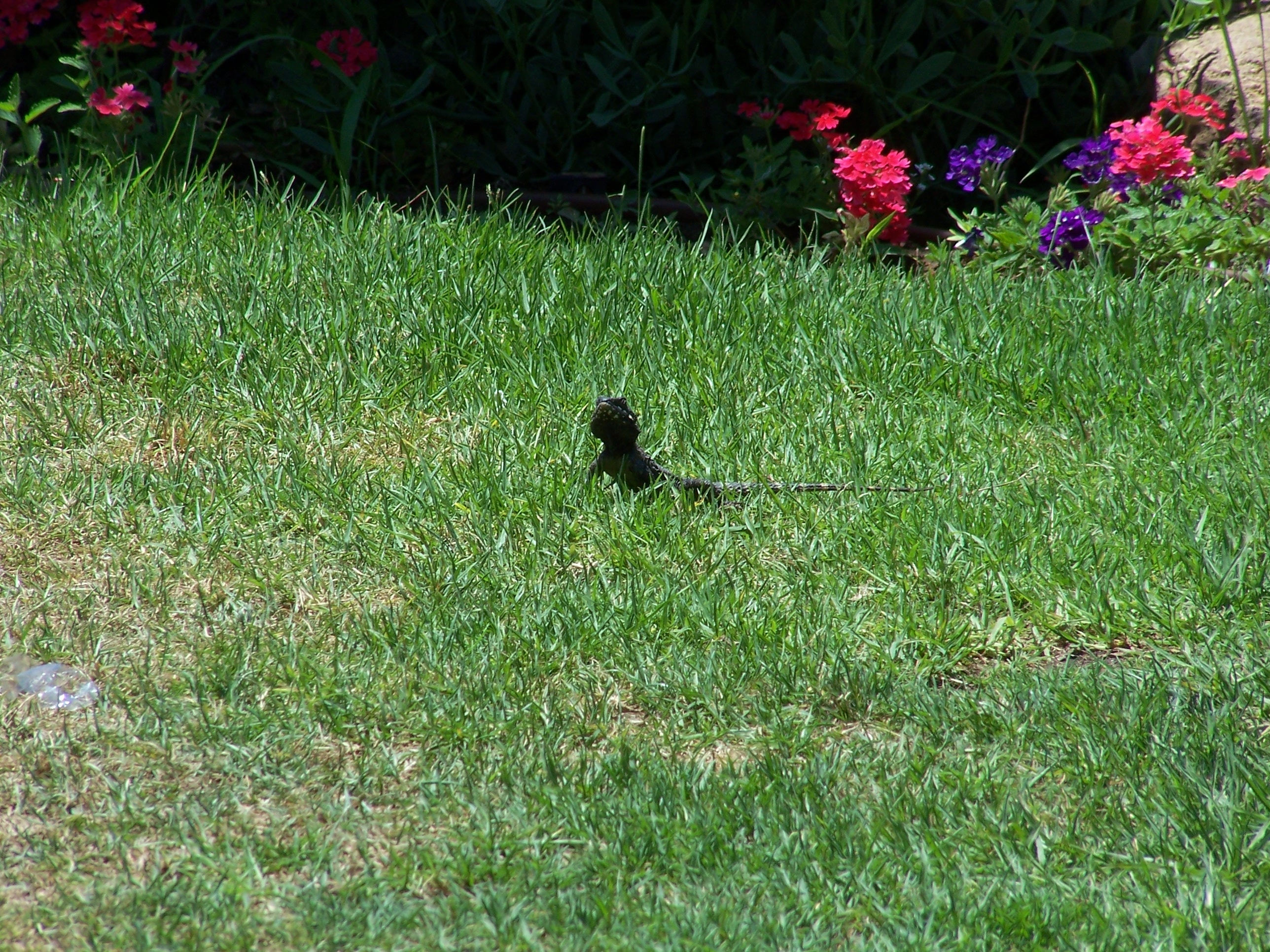
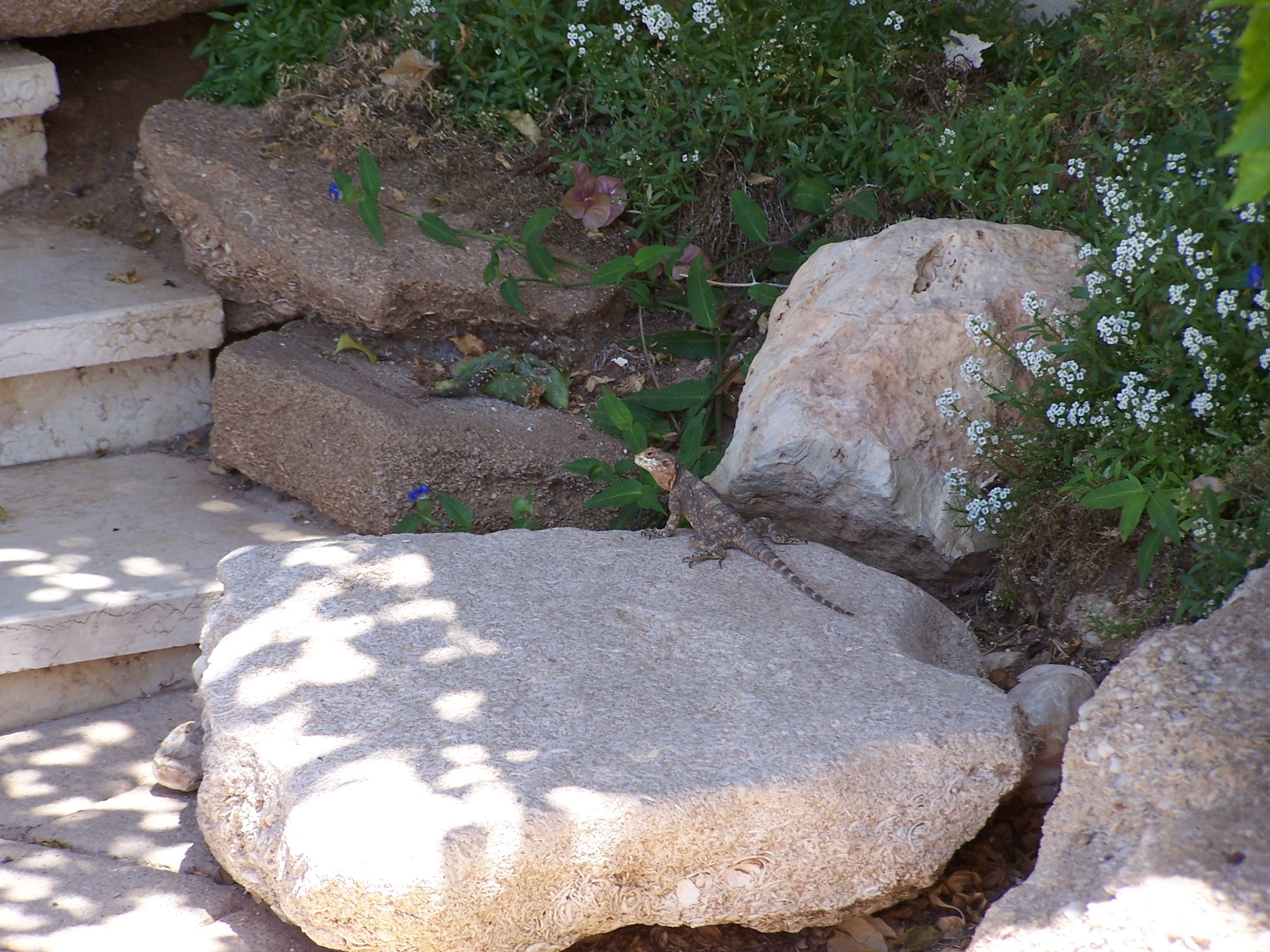